# La Charcuterie mécanique
La Charcuterie mécanique (1895) este „un subiect plin de umor” (așa fiind clasificat de către creatorii săi) realizat de către frații Lumière. The Overlook Film Encyclopedia: Science Fiction (Phil Hardy) îl clasifică ca fiind primul film științifico-fantastic. În traducere „Măcelarul mecanic,” filmul prezintă o mașină care transformă automat un porc viu în diverse produse din carne de porc.